# Зембрув
Зембрув (пол. Zembrów) — село в Польщі, у гміні Сабне Соколовського повіту Мазовецького воєводства.
Населення — 329 осіб (2011).
У 1975-1998 роках село належало до Седлецького воєводства.

## Демографія
Демографічна структура станом на 31 березня 2011 року:
|          | Загалом | Допрацездатний вік | Працездатний вік | Постпрацездатний вік |
| -------- | ------- | ------------------ | ---------------- | -------------------- |
| Чоловіки | 164     | 19                 | 110              | 35                   |
| Жінки    | 165     | 26                 | 89               | 50                   |
| Разом    | 329     | 45                 | 199              | 85                   |